# أوشان غيت
أوشان غيت هي شركة أمريكية مملوكة للقطاع الخاص في إيفريت، واشنطن، توفر غواصات مأهولة للسياحة والصناعة والبحوث والاستكشاف، تأسست في عام 2009.
في عام 2021، بدأت الشركة في استقبال السائحين، في غواصتها تايتان، لزيارة حطام تيتانيك. واعتبارًا من عام 2022، يبلغ سعر الرحلة فيها إلى حطام سفينة تيتانيك 250 ألف دولار أمريكي للشخص الواحد.
في 18 يونيو 2023، أثناء رحلة إلى موقع حطام سفينة تايتانيك ، فقدت الشركة الاتصال مع الغواصة، حيث لم تكن الشركة مجهزة خدمة أو نظام لاستعادتها، فقد أدى ذلك إلى عملية بحث وإنقاذ دولية. وفي 22 يونيو 2023، تم التأكيد على مقتل جميع ركاب الغواصة تيتان بسبب حدوث انفجار داخلي.

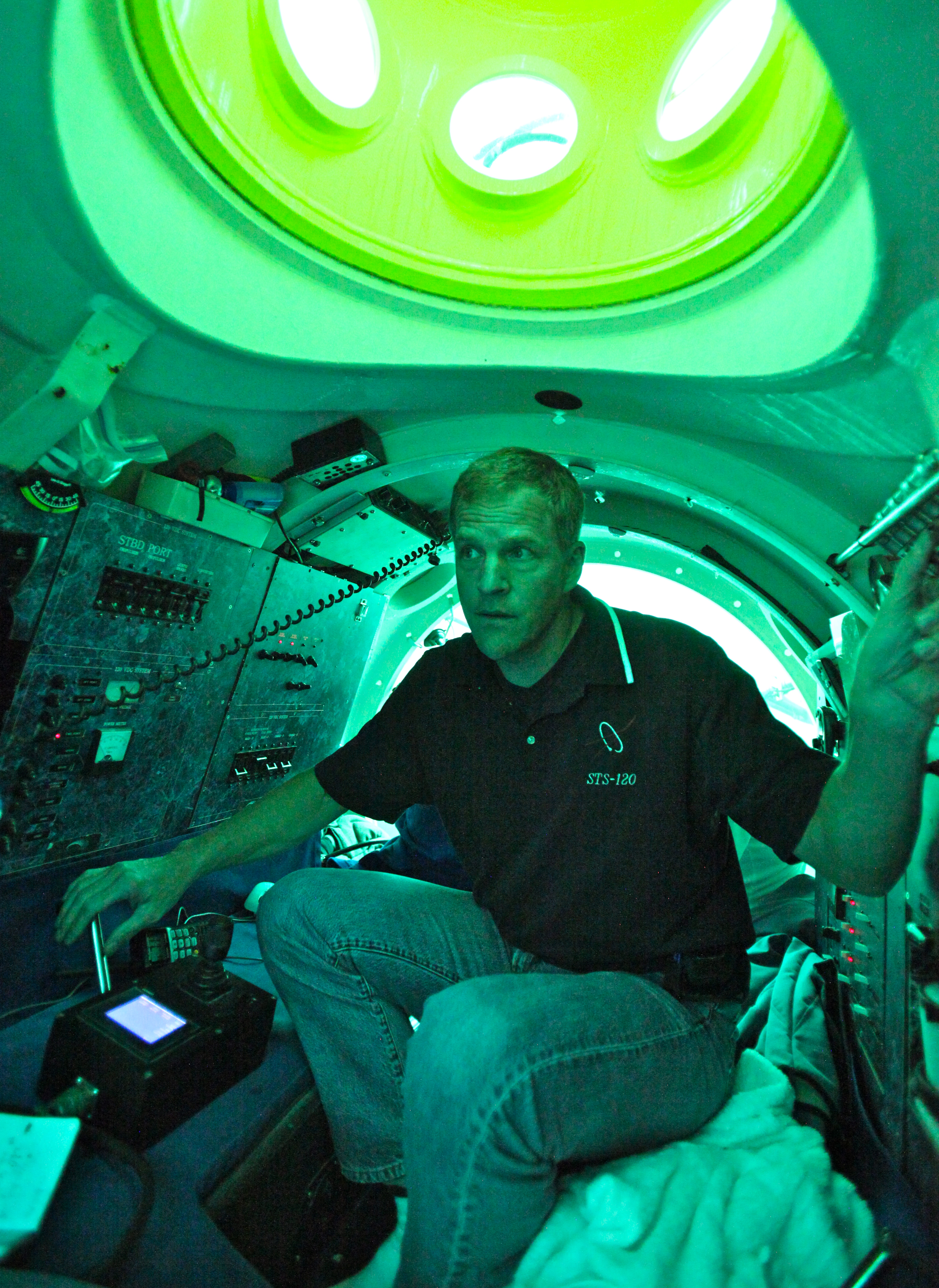
رائد الفضاء سكوت بارازينسكي على متن غواصة أنتيبودس

## روابط خارجية
- موقع OceanGate